# 音樂專輯

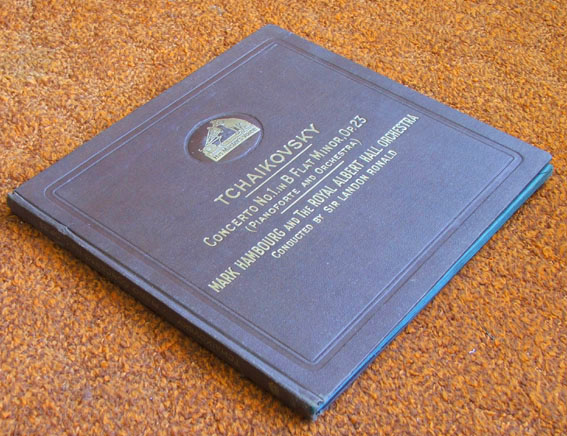
早年的唱片专辑由多张78转唱片如同书本装帧成册，类似于相簿

音乐专辑（英語：Album），或简称为“专辑”，粤语地区称呼为“大碟”，指的是多个音频录音作品以CD、唱片、录音带等介质为载体发布的单个项目的统称，一般指含有至少10個音軌的唱片。音乐录制专辑在20世纪初被开发出来，最早的音乐专辑类似数张78转唱片打包成书本的形式；而到了1948年，由聚氯乙烯材料制作的密纹唱片开始取代早期的78转唱片。进入21世纪之后，尽管密纹唱片还在发行，但是唱片的销售已经主要集中在CD、虛擬發行（如MP3）等兩大型態上了。卡式录音带则是从1970年代到2010年代伴随密纹唱片一起使用的一种专辑格式。
音乐专辑可以在移动或固定的录音室、室内体育馆、家中、户外场地或混合场地中录制，而完整录制一张专辑可能需要几小时到几年的时间。这个过程通常需要分成几个部分分别录制，然后“混音”在一起。在录制专辑时如果是一次录制完成而不加任何混音效果也被称为“现场”，即便它是在录音室里录制的。录音室的存在是为了消音和隔绝混响，因此混合不同音轨的时候需要协助；而如果是在其他场地，如音乐会场地或Live House因为允许混响，因此有一种“身临其境”的现场感。 大部分现代录音室都包含丰富的编辑、音效及声音调整等功能。使用现代的录音技术，唱片歌手可以在不同时候的不同房间通过耳机监听其他声部的录音；同时，每个声部都可以单独录制成一条音轨。
专辑封面及封面上的说明文字也是有用的，通常会提供一些附加消息。比如：唱片分析、歌词或歌剧剧本等。
历史上，专辑这个单词用于指代那些以书籍形式集合在一起物品。而在音乐方面的应用见于19世纪早期的短篇音乐唱片集。 随后，相关的78转唱片集合在一起形成书册一样的专辑。 当密纹唱片被应用时，那种集合在一张唱片上单曲组合被称之为“音乐专辑”；后来这个词语被扩展到其他储存介质，如：CD、MD、卡式录音带、数字专辑等。

## 音轨曲目
声音或音乐素材被储存在音乐专辑中被称之为“音轨”的部分，而一张专辑通常含有10首或10首以上的音轨。而音乐音轨（亦称之为“音乐曲目”或“曲目”）则是一首单独的歌曲或伴奏音乐。这个术语特别和流行音乐相关，这些单独的曲目被称之为“专辑曲目”；该术语也用于其他格式，例如：EP和单曲。当黑胶唱片是录音作品的主要存储介质时，可以从唱片的凹槽上很直观地认识何为“音轨”；很多专辑的封面或侧封包含了专辑每一面的音轨编号。而在光盘上，音轨编号被写入到索引中，以便听众可以随时跳到任何一首曲目的开始处。而在诸如iTunes这样的数字音乐平台，歌曲这个术语就等同于音轨，而无需计较音轨上是否有声音内容。

### 彩蛋音轨
彩蛋音轨（Bonus Track）是专辑录制时额外收录的一首歌曲，这可能是基于营销推广或其他原因。将单曲作为彩蛋音轨收录在复刻版专辑的案例并不罕见，只要原本专辑中并不包含这首单曲即可。在线数字音乐分发平台允许听众下载一张专辑中的某几首歌曲；但是如果他们下载整张专辑而不是仅下载某几首歌曲的话，那么他们就可以获得彩蛋音轨。这首彩蛋音轨不一定是免费的，同时也不能单独下载的，这有可能增加消费者购买这张专辑的动机。与隐藏音轨相反，彩蛋音轨是包含在曲目列表中的，同时它与专辑中的其他曲目并没有间隔太长的时间。

## 专辑格式

### 黑胶唱片

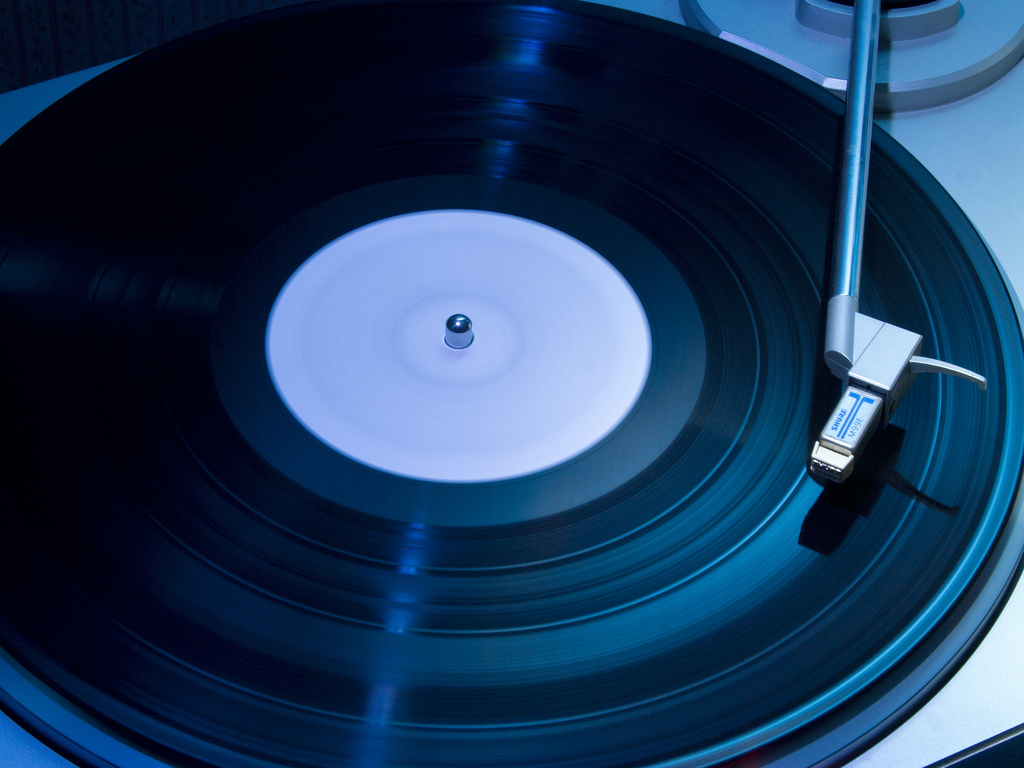
一张位于转盘上的聚氯乙烯制密纹唱片

黑胶唱片一般是两面都会录制，每面是录制的曲目是一张专辑的一半。如果出版发行的流行专辑或摇滚专辑中包含已经商业发行过的单曲，那么这首单曲一般会放置专辑的某个特定位置上。 一个常见的安排是放置在专辑的第二首或第三首歌曲位置上，随后紧跟一首情歌；第一单曲则用于第二面开始。在过去，单曲不一定会收录到专辑中，例如：披头士乐队的《Hey Jude》等单曲就没有收录在同时发行的专辑内。而到了现在，商业专辑中的曲目里往往包含一首到多首单曲。这些单曲会被分发到电台、电视台和互联网的渠道，用于宣传专辑。 专辑也有可能不是以前发行的旧曲目的集合，例如可以是未收录到专辑中的单曲、单曲的B面歌，或未完成的录音演示作品。

### 数字音乐
通常在網路上買的數位專輯基本上可以下載，也因為他是數位的(非實體)的也可以省下很多成本所以價錢上通常都比實體專輯便宜。

## 形式
傳統上，專輯通常至少包含10首曲目。传统上，将在录音室制作的正式专辑称为“录音室专辑”（英語：studio album），同时区别于不在录音室录制的现场专辑、汇编既往单曲（无论是否收录在既往录音室专辑中）且通常不属于主要作品序列的精选辑、汇编多艺术家作品的合辑，以及形式更为短小的迷你专辑（常被流媒体平台定义为有4至6首曲目、不超过30分钟的音乐集）。然而，录音室专辑与迷你专辑的区别仍取决于作者，并没有硬性规定阻止包括Pinhead Gunpowder在内的音乐家将自己长度不足30分钟的作品称为专辑。进入数字音乐时代后，录音室专辑也被称为“正規專輯”（：／）。

## 脚注
1. ↑  Philip Newell. . Taylor & Francis. 2013-07-18: 169–170  [2018-02-03]. （原始内容存档于2021-05-22）.
2. ↑  . Rock Art Picture Show.   [2012-05-30]. （原始内容存档于2016-03-28）.
3. ↑  . Philips Research.   [2012-05-30]. （原始内容存档于2015-07-10）.
4. ↑  . Old and Sold.   [2012-05-29]. （原始内容存档于2013-07-08）.
5. ↑  Cross, Alan (2012-07-15) Life After the Album Is Going to Get Weird （页面存档备份，存于）. alancross.ca
6. 1 2 3  . Record Collector's Guild.   [2012-05-29]. （原始内容存档于2017-04-30）.
7. ↑  . Callie Tainter.   [2012-05-30]. （原始内容存档于2021-05-22）.